# Narcís Margall
Narcís Margall Tauler, (nacido el 7 de marzo de 1948 en Malgrat de Mar, Barcelona) es un exjugador de baloncesto español. 

## Trayectoria
Proviene de una saga de hermanos baloncestistas, sus hermanos Enric y Josep María, jugaron muchos años en el Joventut de Badalona, y fueron más de 100 veces internacionales por España, a diferencias de ellos, Narcís no llegó a vestir la casaca roja de España debido a la gran competencia que tenía en su puesto con jugadores como Wayne Brabender, José Luis Sagi Vela, Nino Buscató, entre otros. A los 14 años pasó al juvenil del Malgrat de Mar, llegando a jugar en el primer equipo al año siguiente. En la temporada Liga 1965-66 ficha por el Joventut de Badalona, donde gana una Liga y una Copa. Los demás equipos donde jugaría sería el Granollers Esportiu Bàsquet, el Pineda de Mar y el UE Mataró, donde se retiró de la práctica activa del baloncesto con 31 años de edad.